# شنا و سلامت

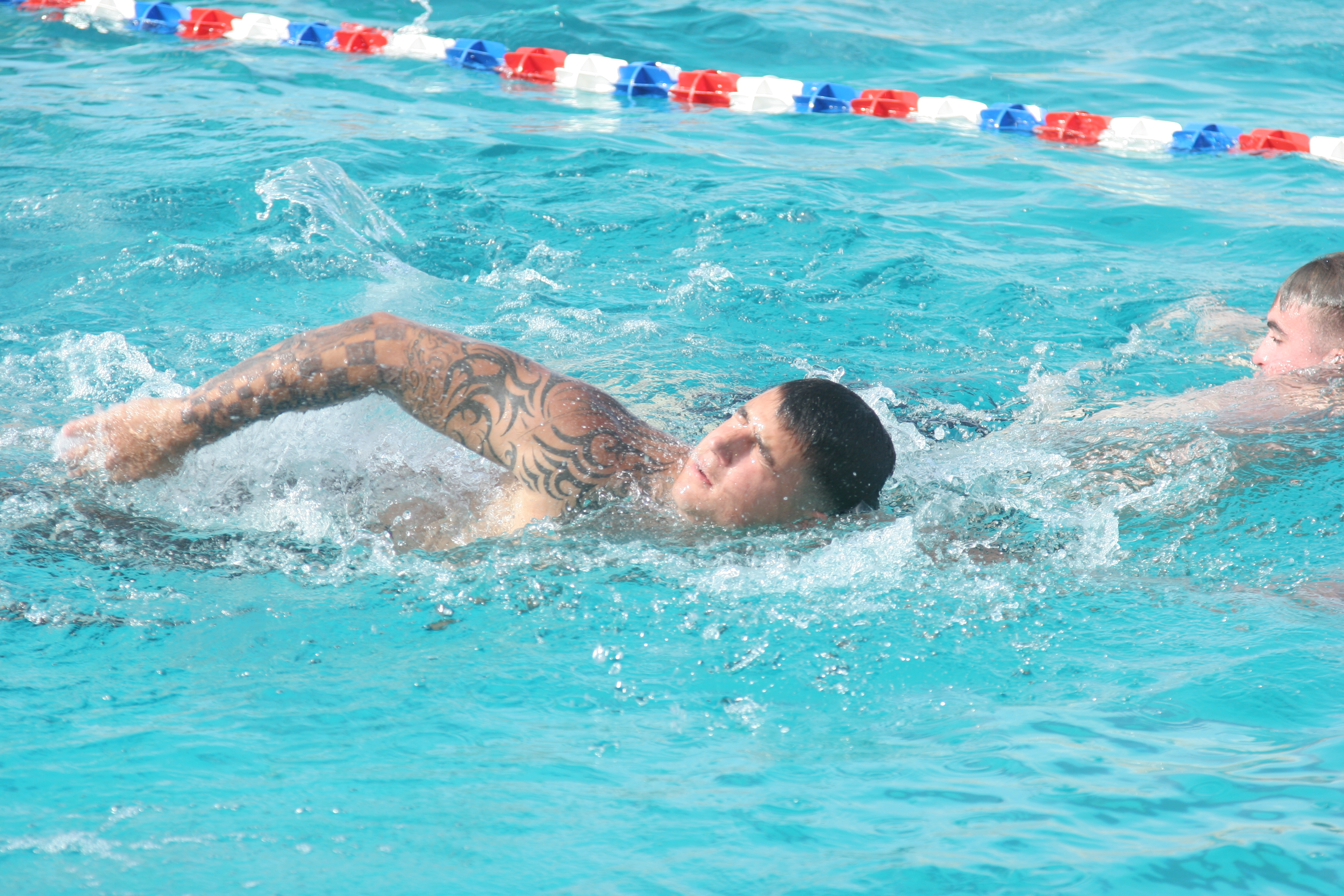
شنا در وضعیت درازکش، به بازگشت خون وریدی به سمت قلب کمک کرده و آن را آسان می‌سازد. در این حالت دیگر لازم نیست برای برگشت خون از سیاهرگ به قلب بر نیروی جاذبهٔ زمین غلبه شود.

شنا ورزشی کامل است و مزایای بسیار زیادی برای بدن انسان دارد. نوزادان از زمانی که جنین بودند درون آب قرار داشتند. شنا روشی عالی در میان انواع و اقسام ورزش‌ها و تمرین‌های حرکتی است. این ورزش فرای توانایی‌ها و سن، روشی مناسب و مطلوب برای فعال بودن و سالم بودن است. شنای مستمر و منظم باعث کاهش خطر ابتلا به بیماری‌های مزمن نظیر امراض قلبی، دیابت نوع دوم و سکته می‌گردد. این ورزش همچنین باعث افزایش روحیه می‌گردد. خواص شنا بدون کمترین تماس‌های فیزیکی و فرسایشی عاید بدن انسان می‌شود.
برخی فیزیولوژیست‌ها بر این باور هستند که شنا انتخاب کارآمدی برای کسانی است که با محدودیت‌های فیزیکی و بدنی خاص مواجه هستند. آن‌ها می‌گویند شنا برای اشخاصی که تمرین‌های غیر از شنا، برایشان خسته‌کننده و همراه درد است، بهترین گزینه است. شنا ورزشی است که همه بدن را به تحرک وامی‌دارد. شنا باعث می‌شود که فرد انرژی افزون تری برای انجام کارهای روزانه خود به دست آورد. این تمرین ورزشی بدن انسان را انعطاف‌پذیرتر می‌کند.
در تمرین شنا تمام اعضا بدن در حالت ورزش کردن هستند؛ قلب، ریه‌ها، عضلات و … این فعالیت‌های بدنی در حالتی است که به مفاصل فشار بسیار کمی وارد می‌گردد. شنا برای سلامت عمومی و تناسب اندام تمرین بسیار خوبی است، با این توضیح که این تمرین برای کاهش وزن بهترین روش به حساب نمی‌آید.
کاهش وزن، از بین بردن استرس، افزایش عزت نفس و خودباوری، کمک در بهتر شدن خلق و خوی و احساس بهتر، توانمند کردن عضلات و ماهیچه‌ها، بهبود خواب، کاهش فشار مفصلی در حین ورزش، عدم احساس گرمای حاصل از ورزش و دوری از تعرق، تقویت دستگاه گردش خون، جلوگیری از ابتلاء به بیماری دیابت نوع دوم و کاهش فشار خون و کلسترول خون از نتایج شنای مستمر است.
به دلیل این‌که در شنا کردن اکثر عضلات بدن در فعالیت هستند، قلب و ریه‌ها به منظور اکسیژن رسانی به ماهیچه‌ها به فعالیت شدید می‌افتند این بدان معنا است که شنا تمرین بسیار عالی برای تقویت دستگاه گردش خون (قلب‌ها و عروق) است. شنا همچنین باعث تعادل در فشار خون می‌گردد.
شنا یکی از بهترین تمرین‌های ورزشی هوازی است که تمام بدن را به تحرک وادار می‌کند و تنگی نفس افراد بیش از پنجاه سال را بالا می‌برد.
ثابت شده‌است که شنا تأثیر مثبتی بر سلامت روان زنان باردار و مادران دارد.
فعالیت‌های منظم شنا به بازیابی سلامتی و در بسیاری از موارد بهبودی کامل کمک می‌کند. فعالیت در آب اساس کار خوب عضله قلب، سیستم غدد درون ریز بدن، فشار خون پایدار، گردش کامل خون در عروق است که نه تنها از بسیاری از مشکلات جلوگیری می‌کند، بلکه یک اثر شفابخش قوی بدون هیچ گونه عوارض جانبی است.
شنا در حال حاضر دارای چهار نوع است با مسافت های متفاوت 
کرال سینه ، قورباغه ، پروانه ، پشت 

## کالری سوزی
هر شخص با شنا کردن، کالری زیادی را که حدود ۵۰۰ تا ۶۵۰ کالری در ساعت است، می‌سوزاند البته این بستگی دارد به این که با چه کیفیتی شنا کند و چه میزان شناور باشد به عبارتی هر چه چربی تان بیشتر باشد، بیشتر شناور می‌مانید و برای شنا کالری کمتری نیاز دارید. پژوهش اولیه بر روی شنا و مصرف کالری نشان داده‌است که شنا، بدون توجه به ضربه، حدود ۸۹٪ کالری سوزانده شده در طی دویدن و ۹۷٪ کالری سوزانده در طی دوچرخه سواری در یک دوره زمانی مشابه را می‌سوزاند. به بیان دیگر، شنا حدود ۱۱٪ کمتر از دویدن اما تنها ۳٪ کمتر از دوچرخه سواری می‌سوزاند. یک نکته با اهمیت در این اطلاعات این است که سوزاندن کالری به شدت ورزش وابستگی دارد و امکان آن کاملاً وجود دارد که در زمانی مشابه کالری‌های بیشتری را بسوزانید در صورتی که با شدت بیشتر شنا کنید. بهترین ورزش (بدون فشار بر مفاصل) برای کالری سوزاندن و افزایش سوخت و ساز بدن شنا کردن است.
شنا بدون شک یکی از بهترین ورزش‌ها برای انسان است. در شنا حدود ۵۰۰ کالری در هر ساعت می‌سوزد. اگر چند شناگر با وزن ثابت، یک مسافت شنا را مسابقه دهند، آن شناگری که نفر آخر می‌شود کالری بیشتری سوزانده‌است به عبارتی دیگر اگر تمرین شنای خود را در بازه زمانی طولانی‌تری انجام دهید، کالری بیشتری می‌سوزانید.
در شنا حتی پس از پایان تمرین و به منظور بازیابی، ترمیم و احیاء بافت‌های ماهیچه‌ای انرژی از طرف بدن صرف می‌شود و این انرژی منجر به سوزاندن کالری می‌گردد.

## تناسب اندام و وزن مطلوب
از شنا در برنامه‌های تناسب اندام استفاده می‌شود. هر شخص با شنا می‌تواند به وزن مطلوب رسیده و آن را حفظ و کنترل کند. با یک تمرین اروبیک ۳۰ دقیقه‌ای یک یا چند روزه در هفته به شکلی پرتوان و نسبتاً شدید در استخر شنا، می‌توان به آن برنامه تمرینی کاهش وزن توصیه شده مطلوب دست یافت. شنا برای کسانی که اضافه وزن دارند و قصد دارند به وزن مناسب برسند، سودمند است. چرا که این ورزش به دلیل هوازی بودن در سوختن کالری‌های اضافی که می‌تواند منجر به اضافه وزن شود تأثیر مطلوبی دارد. شناور ماندن روی آب دارای خواصی است که از جمله آن می‌توان به کاهش وزن اشاره کرد. ورزش شنا جزء ورزش‌های مفید برای کاهش وزن است؛ درنتیجه این ورزش، فعالیت مناسب و مؤثر برای سریع لاغر شدن است.
برای کاهش وزن با شنا می‌بایست به تغذیه و نیازهای بدن برای تولید انرژی توجه کنیم؛ بنابراین باید تغذیه‌ای متعادل و متنوع داشت تا بتوان وزن کم کرد و دردی نداشت. در استخرهای شنا کلاس‌هایی برای کسانی که می‌خواهند وزن کم کنند برگزار می‌شود. باید مکان و روشی که با آن راحت‌تر هستید را پیدا کنید.
بسیاری از متخصصان به کودکانی که دچار اضافه وزن هستند توصیه می‌کنند که به استخر بروند. همچنین اطفالی که قادر به شنا کردن نیستند انجام فعالیت‌های بدنی در آب باعث کاهش وزن آن‌ها می‌شود.
طی یک پژوهش توسط انجمن قلب آمریکا؛ ۴ تا ۶ جلسه تمرین شنای ۳۰ تا ۶۰ دقیقه‌ای، باعث کاهش وزن، کاهش خطر سکته قلبی، دیابت و دیگر بیماری‌های قلبی می‌گردد. البته این برنامه در کنار یک رژیم غذایی متعادل و سالم، نتیجه بخش است.
یکی از معایب شنا که نباید نادیده گرفت، افزایش اشتها پس از تمرینات آبی است. بسیاری از مردم پس از شنا، به شکلی بی‌رویه اشتهایشان به غذا زیاد می‌شود و کالری‌هایی را که در استخر سوزانده‌اند دوباره در بدنشان انبار می‌کنند. این افزایش اشتها با شنا کردن در آب‌های خنک و سرد که بیشتر در استخرهای روباز وجود دارد، افزایش پیدا می‌کند.

### اروبیک آبی
برخی از استخرهای شنا برگزارکننده کلاس‌های اروبیک آبی (Water aerobics) به منظور کاهش وزن هستند. تمرین‌های اروبیک آبی فعالیتی شدید و در عین حال کم برخورد هستند. اروبیک آبی برای کاهش وزن بسیار مناسب است.

## ترمیم بافت
از شنا در برنامه‌های ترمیم بافت‌ها استفاده می‌شود. این ورزش در ترمیم صدمات بافتی استخوانی کمک می‌کند. توانمند کردن استخوان‌های آسیب دیده از دیگر خواص شنا است. کسانی که در تمرین‌های ورزشی یا فعالیت‌های فیزیکی زیاد دارای کوفتگی عضلات یا شکستگی و ترک برداشتن استخوان شده‌اند، می‌توانند با تحرک در آب از شدت آسیب خود بکاهند.
ورزشکاران از آب برای ترمیم و بهبود صدمات ورزشی استفاده می‌کنند. همچنین شنا برای رفع کوفتگی و خستگی پس از تمرینات ورزشی بسیار مناسب است. بسیاری از کسانی که از بیماری آرتروز یا دیگر ناتوانی‌های مفصلی رنج می‌برند، از شنا کردن برای بازیابی سلامتی و درمان ناتوانی‌های حرکتی و همچنین التیام درد و انعطاف در اندام‌های حرکتی استفاده می‌کنند.

## آب و مزایا
متوسط چگالی یا دانسیته بدن انسان تقریباً اندازه آب است. وقتی بدن داخل آب قرار می‌گیرد توسط آب محافظت می‌شود به عبارتی انسان در آب غوطه ور می‌شود. هنگامی که سطح آب تا کمرگاه است، بدن شخص فقط ۵۰ درصد وزن خود را تحمل می‌کند، این عدد برای سطح آب تا سینه ۲۵ تا ۳۵ درصد و برای گردن ۱۰ درصد است. هنگامی که در آب غوطه ور می‌شوید، بدن سبک‌تر می‌شود و راحت‌تر می‌توان حرکت کرد. در آب غلتیدن تقریباً مشابه تجربه جاذبه صفر است.
خنکی آب مزاحمت گرما و تعرق را در ورزش از شما دور می‌کند. یکی از مزایای شنا نسبت به ورزش‌هایی که در روی زمین انجام می‌شود این است که شخص در آب شناور شده و از جراحت‌ها و تماس‌های آسیب زا به دور است. همچنین مقاومت آب در حین شنا ۱۲ تا ۱۴ درصد بیشتر از هوا است لذا شناگر کندتر از زمین تمرین می‌کند و این باعث جلوگیری حرکات سریع ورزشی شده و فرد را محفوظ نگاه می‌دارد.

## آسم
شنا کردن همچنین برای بیماران آسمی مطلوب است زیرا محیط اطراف استخر مکانی گرم و مرطوب برای آنان محسوب می‌شود. کودکانی که به بیماری آسم مبتلا هستند به علت حملات آسمی نمی‌توانند ورزش‌های روزمره را به سهولت انجام دهند و بعضی از آن‌ها از ترس این حملات از ورزش فاصله گرفته‌اند، اما مطالعات نشان می‌دهد که برای کودکان مبتلا به آسم هنگام شنا کردن مشکلی رخ نمی‌دهد.

## سن و سال
شنا ورزشی است که همهٔ افراد در هر سن و سالی، آن را به‌طور گسترده انجام می‌دهند. پس از نوزادی تا هر سنی می‌توان شنا کرد.

## زنان باردار
زنان باردار نیز می‌توانند از ورزش‌های درون آب سود ببرند. در دوران حاملگی شنا باعث تقویت عضلات کمر و شکم می‌گردد و این باعث یک زایمان خوب و سالم می‌شود.

## مفاصل
شنا به دلیل این که یک ورزش مقاومتی در مقابل آب است، قدرت بدنی شما را به خصوص در ناحیه نیم تنه بالایی افزایش می‌دهد. شنا برای اشخاصی که از کمردرد مزمن رنج می‌برند، ثمربخش است. این ورزش موجب تسکین دردهای مفاصل شده، کارکرد ماهیچه‌ها را افزایش می‌دهد. هنگام شنا هیچ نوع فشاری از سوی زمین وجود ندارد که این باعث می‌گردد مفاصل از فشار و کشیدگی به دور باشند. شنا برای اشخاصی که تمرین‌های غیر از شنا، برایشان خسته‌کننده و همراه درد است، بهترین گزینه است. شنا ورزشی است که همه بدن را به تحرک وامی‌دارد. این نوع تمرین برای کسانی که از آرتروز رنج می‌برند یا با محدودیت‌های سیستم عضلانی اسکلتی یا وزنی مواجه هستند، ورزشی کم‌برخورد با درگیری بسیار کم محسوب می‌شود. آب در دمای مناسب، مفاصل را نرم می‌کند.

## خواب
شنا، در خواب بهتر تأثیر مطلوب دارد. شنا خستگی جسمانی که باعث چرت و خواب آلودگی می‌شود را برطرف می‌کند.

## کلسترول
این تمرین ورزشی میزان کلسترول خون را کاهش می‌دهد.

## هضم غذا
این تمرین ورزشی هضم غذا را بهتر می‌کند.

## عضلات
قوی کردن عضلات بدن از دیگر مزیت‌های ورزش شنا است. شنا تمام عضلات بدن را وادار به تحرک می‌کند، عضلاتی نظیر شانه، کمر، شکم، پا، ران، سرینی بزرگ. حرکت در آب به نسبت هوا، ۱۲ برابر نیروی بیشتری می‌طلبد. شنا و آب عوامل مهمی در توانمند کردن بدن انسان هستند. در شنا عضلات فقط در مقابل مقاومت آب کار می‌کنند. در یک پژوهش بر روی مردانی که یک برنامه شنا ۸ هفته‌ای را تکمیل کردند، ۲۳/۸٪ افزایش در ماهیچه سه‌سر بازویی (پشت بازو) دیده شد. بهترین ورزش (بدون فشار بر مفاصل) برای قوی کردن و استحکام ماهیچه‌ها، تمرینات و تحرکات آبی و شنا کردن است. شنا ماهیچه‌ها و مفاصل را توانمند و مستحکم کرده و بدن را انعطاف‌پذیر و نرم می‌سازد.
می‌توان در آب فعالیت‌های شدید عضلانی داشت، بدون این که زیاد به بدن فشار بیاید و خستگی ایجاد شود؛ بنابراین نسبت به ورزش‌های دیگر کمتر خسته‌کننده است. در این ورزش عضلات کمر به شدت کار می‌کنند و نتایج مطلوبی حاصل می‌شود.
ماهیچه‌های اصلی که در مرحله راندن یک شناگر در حرکت‌های شنا از آن‌ها استفاده می‌شود عبارتند از:
- ماهیچه‌های پائین برنده دست: ماهیچه پشتی بزرگ، ماهیچه سینه‌ای بزرگ ماهیچه گرد بزرگ و سرطویل، ماهیچه سه‌سر بازو هستند. این ماهیچه‌ها باعث تقویت کشش دست در داخل آب می‌شوند.[۶]
- ماهیچه‌های گرداننده داخلی دست: ماهیچه سینه‌ای بزرگ، ماهیچه پهن پشتی، ماهیچه گرد بزرگ و ماهیچه تحت کتفی این ماهیچه‌ها قسمت بالایی دست را به طرف داخل می‌چرخانند. قوی شدن این ماهیچه‌ها از نظر نگه داشتن آرنج در بالا که در مرحله اول کشش دست در هر چهار شنا مفید است، ضرورت دارد.[۶]

## دستگاه گردش خون
سلامت دستگاه گردش خون از دیگر مزیت‌های ورزش شنا است. در پژوهشی بر روی زنان و مردان میان سال بدون فعالیت بدنی که به مدت ۱۲ هفته تمرین شنا انجام دادند، حجم ضربه (مقدار خون پمپ شده با هر ضربان که نشاندهنده قدرت قلب است) تا ۱۸٪ بهبود پیدا کرد. شنا باعث ریتم منظم قلب و سازگاری مناسب با دیگر فعالیت‌های فرد می‌شود. همچنین شنا باعث تثبیت فشار خون، کاهش فرکانس قلبی و افزایش تحمل در انجام فعالیت‌ها می‌گردد. علاوه بر این شنا در وضعیت درازکش، به بازگشت خون وریدی به سمت قلب کمک کرده و آن را آسان می‌سازد. در این حالت دیگر لازم نیست برای برگشت خون از سیاهرگ به قلب بر نیروی جاذبهٔ زمین غلبه شود. افزایش بازده قلب، کاهش ضربان قلب، افزایش کیفیت خون از نظر حمل مقدار بیشتری اکسیژن ذخیره شده، مقدار بیشتری گلیکوژن در جگر و ماهیچه‌ها و افزایش تعداد میتوکندری‌ها در تارهای ماهیچه‌ای از دیگر مزایای شنا کردن می‌باشد. پژوهش‌های انجام شده حاکی از آن است که شنا کردن کودکان باعث سلامت شش و قلب آن‌ها در سنین بزرگسالی می‌شود. شنا همچنین باعث قدرت ماهیچه‌های قلب می‌شود.
سلامت دستگاه گردش خون به وسیله شنا به ویژه برای سالمندان توصیه می‌شود.

## دستگاه تنفسی
شنا باعث تنظیم تنفس می‌گردد. سلامت دستگاه تنفسی از دیگر مزیت‌های این ورزش است. در پژوهشی بر روی زنان و مردان میان سال بدون فعالیت بدنی که به مدت ۱۲ هفته تمرین شنا انجام دادند، مصرف اکسیژن حداکثر، ۱۰٪ بهبود پیدا کرد.

## آرتروز
بسیاری از کسانی که از بیماری آرتروز یا دیگر ناتوانی‌های مفصلی رنج می‌برند، از شنا کردن برای بازیابی سلامتی و درمان ناتوانی‌های حرکتی و همچنین التیام درد و انعطاف در اندام‌های حرکتی استفاده می‌کنند این نوع تمرین برای کسانی که از آرتروز رنج می‌برند یا با محدودیت‌های سیستم عضلانی اسکلتی یا وزنی مواجه هستند، ورزشی کم‌برخورد با درگیری بسیار کم محسوب می‌شود.

## آرامش روحی
شنا باعث آرامش می‌شود، خصوصاً بین افراد عصبی و تحریک پذیر مؤثر است. شنا ورزشی است که اضطراب و هیجان را کم می‌کند. آب با خاصیت ماساژ‌دهندگی، باعث ایجاد آرامش و تمدد اعصاب می‌گردد. شنا روشی مناسب و مؤثر برای به دست آوردن اعتماد به نفس است. شنا باعث کاهش آثار زیان‌بار استرس می‌شود.

## سلامت کودکان
بسیاری از پژوهشگران بر این اعتقاد هستند که اطفال از سنین بسیار کم نیز قادر به انجام این ورزش هستند و می‌توانند از همان سال‌های اولیه زندگی خود از فواید آن بهره بگیرند. بسیاری از کودکان پیش از آنکه قادر باشند راه بروند می‌توانند شنا کنند. شنا باعث تقویت ماهیچه‌ها و افزایش حجم ریه می‌شود. به علاوه الگوی خواب شبانه کودکانی که شنا می‌کنند، بسیار منظم می‌شود. اولین چیزی که بعد از مدتی شنا می‌توانید در کودک خود مشاهده کنید، اعتماد به نفس و احساس استقلالی است که در او رشد یافته‌است. بچه‌های ۶ تا ۱۰ ماهه، قادر هستند در زیر آب به مدت ۵ دقیقه شنا کنند و نفس خود را نگاهدارند. تحقیقات نشان داده اطفالی که آموزش شنا را از ماه‌های نخستین زندگی خود شروع کرده‌اند، دارای بدن قوی تری نسبت به کودکان دیگر هستند.
نتایج به دست آمده نشان می‌دهد که نوزادانی که در تمرینات شنا شرکت کرده‌اند و آن را ادامه داده‌اند، توانایی تعادل بدنی آن‌ها افزایش پیدا می‌کند. برای مثال توانایی آن‌ها روی یک پا ایستادن یا گرفتن توپ در هوا بیشتر از سایر کودکان است. دانشمندان اعلام کردند شنای نوزادان نه تنها باعث افزایش تعادل آن‌ها می‌گردد، بلکه هماهنگی جسمی آن‌ها را نیز تنظیم می‌کند و به زبان دیگر می‌توان گفت تمرین‌های شنا نه تنها برای اندام‌های بدن و حفظ تعادل کودکان مفید است، بلکه اثرات مثبت دیگری نظیر شرایط مناسب بدنی و اعتماد به نفس را نیز در پی خواهد داشت.
شنا از ورزش های مفیدی است که کودکان 5 سال به بالا توانایی انجام دارند. برخی از مزایای شنا عبارتند از:
ایمنی آب را آموزش می دهد: آموزش شنا به کودکان کمک می کند تا مهارت های ضروری ایمنی در آب را بیاموزند و خطر غرق شدن را به میزان قابل توجهی کاهش می دهد.
ورزش بدنی: شنا یک راه سرگرم کننده و موثر برای فعال نگه داشتن کودکان در طول سال و بهبود استقامت، قدرت، انعطاف پذیری و تعادل است
سلامت قلب و عروق: شنا باعث می شود که قلب و ریه ها کارآمدتر کار کنند و با کاهش فشار بر قلب، به سلامت قلب و عروق کمک می کند.
ظرفیت ریه و توان اکسیژن گیری را تقویت می کند: شنا به کودکان کمک می کند نفس خود را کنترل کنند، ظرفیت ریه ها را افزایش دهند و گردش اکسیژن را در بدن بهبود بخشند.
مهارت‌های حرکتی را تقویت می‌کند: کودکانی که شنا می‌کنند مهارت‌های حرکتی ظریف و درشت را سریع‌تر توسعه می‌دهند، تعادل، هماهنگی و قدرت عضلانی را بهبود می‌بخشند.
رشد شناختی: شنا به ساختن سلول‌های عصبی در مغز کمک می‌کند و منجر به مهارت‌های تحصیلی قوی‌تر، واژگان پیشرفته، سواد و توانایی‌های ریاضی می‌شود.
اعتماد به نفس را تقویت می کند: کودکانی که شنا یاد می گیرند در موقعیت های جدید اعتماد به نفس، استقلال، عزت نفس و راحتی بیشتری نشان می دهند و ثبات عاطفی را تقویت می کنند.
مهارت‌های اجتماعی: کلاس‌های شنا اغلب نظم و قوانین خاص خود را دارد که به کودکان اجازه می‌دهد با همسالان خود تعامل مثبت داشته باشند، دستاوردهای خود را به اشتراک بگذارند و ارتباط برقرار کنند و مهارت‌های اجتماعی را تقویت کنند.
خواب و اشتها را بهبود می بخشد: شنا به کودکان کمک می کند انرژی بسوزانند، که منجر به الگوی خواب بهتر ،افزایش اشتها و باعث رشد و تکامل سالم می شود.
مهارت های زندگی: شنا به کودکان درس های زندگی ارزشمندی مانند استقامت، تاب آوری، سخت کوشی و اهمیت ایمنی آب می آموزد و به رشد کلی شخصیت آنها کمک می کند.
شنا نه تنها یک شکل عالی از ورزش بدنی است، بلکه یک فعالیت جامع است که به طور مثبت بر سلامت و تاب آوری جسمانی، رشد شناختی، مهارت‌های اجتماعی، اعتماد به نفس و آگاهی ایمنی کودکان تأثیر می‌گذارد.

## نوع شنا
شنای کرال سینه و کرال پشت در تقویت عضلات بازو و شانه، شنای قورباغه در تقویت عضلات ران و سینه و شنای پروانه در تقویت عضلات سینه و عضله راست شکم مؤثر هستند. تغییر نوع شنا در حین تمرین به صورت مرحله به مرحله، به علاقه شما به این ورزش می‌افزاید.

## زیان‌ها
مضرات شنا فقط برای اشخاصی است که مبتلا به بیماری خاصی مثل دیابت کنترل نشده، صرع، تشنج عضلات، مشکلات تپش قلب هستند، می‌باشد. عفونت گوش، بیماری‌های شدید گوش و حلق و بینی، سینوزیت، برخی بیماری‌ها نای و ریه‌ها، و برخی بیماری‌های پوستی ممکن است از شنای غیربهداشتی ناشی گردد.

### گوش درد
نشانه‌های گوش دردی که معمولاً پس از شنا حاصل می‌شود عبارتند از:
- خارش یا مسدود شدن مجرای گوش
- ترشحات از مجرای گوش
- درد
- تب
- تورم غدد لنفاوی و انقباض در ناحیه گوش[۲۲]

برای برطرف کردن درد، آسپیرین یا استامینوفن بدهید و از کمپرس گرم بر روی گوش استفاده کنید و سعی کنید با خشک کردن مجرای گوش بعد از هر بار شنا، از بروز این عارضه جلوگیری کنید. بدین منظور چند قطره گلیسیرین در هر گوش بریزید.

### افزایش اشتها
یکی از معایب شنا برای افراد چاق یا دارای اضافه وزن که نباید نادیده گرفت، افزایش اشتها پس از تمرینات آبی است. بسیاری از مردم پس از شنا، به شکلی بی‌رویه خوراک‌شان زیاد می‌شود و کالری‌هایی را که در استخر سوزانده‌اند دوباره در بدنشان انبار می‌کنند.

## توصیه‌های بهداشتی

### شناگران
از شنا تا ۳ ساعت بعد از خوردن مواد غذایی زیاد و آب‌دار باید خودداری کرد. اگر مدت طولانی در تابش آفتاب مانده‌اید، از داخل شدن ناگهانی به آب سرد بپرهیزید، دلیل این توصیه جلوگیری از شوک دمایی می‌باشد. تدریجاً داخل استخر شوید یا در آغاز گردتان، بعد شکم و قفسه سینه را خیس نمایید. نگذارید بیش از حد خسته شوید و به جریان‌هایی که از آب رود دور می‌گردند، خوشبین نباشید. از تنها شنا کردن، به ویژه دور شدن از ساحل خودداری کنید. برای جلوگیری از زگیل زدن، زیر دوش و پیرامون استخر دمپایی بپوشید.
برای محافظت از چشم‌ها، عینک شنا ضروری است. همچنین برای رعایت اصول بهداشتی و محافظت از موها، کلاه مخصوص شنا توصیه می‌شود. دماغی یا گیره دماغ نیز باعث می‌گردد آب استخر داخل بینی شما نرود. پیش از ورود به استخر و جکوزی آب داغ و سرد بدن خود را با یک شوینده مناسب شستشو دهید و پای خود را در داخل حوضچه کلر قرار دهید. پیش از ورود به استخر مثانه خود را تخلیه کنید و از تف کردن، مزمزه کردن آب، شستن و خارج کردن ترشحات بینی خودداری کنید. هنگام شنا کردن خلط گلوی خود را به آب استخر وارد نکنید. ترجیحاً هنگام ابتلاء به بیماری توأم با خلط عفونی، به شنا نپردازید. اگر بیماری پوستی از قبیل بیماری‌های قارچی قابل سرایت دارید به هیچ عنوان به استخر عمومی مراجعه نکنید. پس از استخر نیز بدن خود را به شکلی کامل و با آب تمیز بشویید.
پرهیز از دویدن در پیرامون استخر، شنا کردن در عمق متناسب با توانایی، شنا کردن و اجتناب از بازی و شوخی‌های خطرناک می‌تواند ایمنی نسبی افراد را تأمین کند. هنگامی که دچار خستگی و گرفتگی عضلانی شدید از شنا کردن در قسمت‌های عمیق خودداری کنید. از شنا کردن در دریا هنگامی که شرایط طوفانی وجود دارد پرهیز کنید.
آب محیطی برای انتقال و رشد جانوران ذره بینی بیماری‌زایی است که عامل مریضی‌هایی از قبیل تب تیفویید اسهال آمیبی و باسیلی، هپاتیت، تبخال، ورم ملتحمه چشم و زرد زخم و غیره می‌باشد.
عوامل عفونت‌های ذیل در استخرهای کثیف ممکن است وجود داشته باشد:
- عفونت‌های ویروسی و قارچی، مثل عارضه خارش پای شناگران که یک بیماری قارچی پوست است.
- عفونت‌های بخش فوقانی تنفس
- عفونت چشم، گوش، گلو و بینی
- عفونت‌های روده‌ای[۶]

اشعه خورشید باعث سوختگی پوست به ویژه در ناحیه سرشانه می‌شود لذا توصیه می‌شود از دراز کشیدن زیاد در زیر آفتاب در خلال زمان برهنگی در اطراف استخرها و دریاها پرهیز کنید.

### مسئولین استخرها
کلر آزاد باقی‌مانده استخر حداقل ۲ تا ۵/۱ میلی‌گرم در آب باشد مقادیر کمتر از این میزان ممکن است عواملی از قبیل کریپتوسپوریدیوم را از بین نبرد. مرتباً محیط استخر را تمیز نگاه دارید و آب آن را به دفعات کافی تعویض و تخلیه نمائید. آب استخر را جهت وجود باکتری‌های کلی فرم و پسودوموناس کنترل کنید، این دو می‌توانند شاخص‌های مناسبی جهت سنجش میزان کارایی سیستم‌های ضدعفونی‌کننده و بهداشت آب باشند.